# Български културен клуб – Скопие
Българският културен клуб – Скопие (на македонска литературна норма: Бугарски културен клуб – Скопје) е неправителствена организация в град Скопие, Северна Македония. Учредена е на 4 май 2008 и регистрирана на 22 май 2008 г. Председател на управителния съвет на Клуба е Лазар Младенов. Организацията има местни клонове в Щип, Битоля и други градове.

## Цел
Целта на Клуба е създаване на промени в Северна Македония и разбиране за необходимостта от сближаване и междукултурна толерантност на културите на съседните държави – Република България и Северна Македония.

## Дейност
Представители на Клуба са участвали в публична дискусия за интеграцията на етническите малцинства, проведена в Струмица, събрани и обнародвани са данни за места на погребения на български войници и офицери загинали през Първата световна война на територията на днешна Северна Македония, и вземат отношение по спора с Гърция за името на страната си, човешките права на македонски българи, и по скандалната енциклопедия публикувана през 2009 от Македонската академия на науките и изкуствата
Българският културен клуб – Скопие обнародва доклади за продължаващите нарушения на човешките права и прояви на нетолерантност към граждани с българско самосъзнание в контекста на европейската и атлантическа интеграция на Северна Македония, включително етническия тормоз на активисти на Клуба като Мирослав Ризински и Миле Йованоски.
Клубът подема инициатива за издигането на паметник на жертвите при злополуката в Охридско езеро от 5 септември 2009, както и в знак на признателност към участвалите в спасяването на оцелелите.
Българският културен клуб – Скопие също взе отношение по „недостатъчните грижи за развитие на българската наука, изследвания и иновации“ и противоречивите намерения на българското правителство смятани за стъпка към закриване на Българската академия на науките.